# Sheer Heart Attack (chanson)
Pour l'album, voir Sheer Heart Attack.
Pistes de News of the World
We Are the Champions
(2) All Dead, All Dead
(4)
Sheer Heart Attack est une chanson du groupe de rock britannique Queen, présente sur leur sixième album studio News of the World sorti en 1977. C'est l'une des deux chansons de l'album entièrement écrites par Roger Taylor.
Sheer Heart Attack a été écrite à l'origine pour l'album du même nom en 1974, mais n'a pas été incluse dans l'album pour plusieurs raisons, notamment parce qu'elle n'a pas été terminée à temps. Avec l'émergence du mouvement punk en 1976, Taylor est influencé par le punk rock.
La chanson a été terminée pour News of the World en 1977. Roger Taylor joue de presque tous les instruments sur ce morceau, avec l'aide de Brian May à la guitare. C'est l'un des rares enregistrements originaux de Queen sur lequel le bassiste John Deacon ne joue pas.
La chanson était la face B du single Spread Your Wings écrit par Deacon et sorti en février 1978. C'était aussi la face B du single It's Late, écrit par May, qui est sortie uniquement au Canada, aux États-Unis, en Nouvelle-Zélande et au Japon en avril 1978.

## Crédits
- Freddie Mercury : chant et chœurs
- Brian May : guitare solo
- Roger Taylor : chant et chœurs, batterie, guitare rythmique, guitare basse